# پدرو گایسه
پدرو گایسه (انگلیسی: Pedro Gallese؛ زادهٔ ۲۳ آوریل ۱۹۹۰) بازیکن فوتبال اهل پرو است.
وی همچنین در تیم‌های ملی فوتبال پرو بازی کرده‌است.
وی در مسابقات کشوری و بین‌المللی در مجموع برندهٔ ۱ مدال برنز شده‌است.